# Мохаве (аэрокосмический центр)
Воздушный и космический порт Мохаве (англ. Mojave Air and Space Port at Rutan Field (IATA: MHV, ICAO: KMHV) — аэрокосмический центр (космопорт), расположенный в пустыне Мохаве, невключённая территория Мохаве, округ Керн, Калифорния, США. 
Космопорт Мохаве является первым в США авиационным объектом, получившим лицензию на запуски космических аппаратов многоразового использования («воздушный старт»), который был сертифицирован в качестве космодрома Федеральным управлением гражданской авиации (FAA) 17 июня 2004 года. 
Аэропорт расположен на высоте 854 метра над уровнем моря. 
Аэрокосмический центр занимает площадь 2998 акров (1213 га) и имеет три взлётно-посадочные полосы.